# Under Lundagårds kronor
Under Lundagårds kronor är en serie böcker om totalt sex utgåvor ("samlingar"), i vilka framträdande studenter och lärare vid Lunds universitet skrivit ned olika typer av minnesbilder från studietiden och livet i Lund samt universitetet.
Den första utgåvan utkom med anledning av Lunds universitets 250-årsjubileum 1918 och har därefter följts av ytterligare fem utgåvor 1921, 1955, 1957, 1991 och 2005. Sammantaget ger dessa en unik samling skildringar av lundensiskt akademiskt liv under perioden mitten av 1800-talet till 1970-talet. Samtliga utgåvor utom de två första är försedda med personregister. 
De fyra första utgåvorna utgavs på Gleerups förlag, den femte av Lund University Press och den sjätte av Akademiska Föreningens förlag.

## Innehåll

### Första samlingen (1918)
- Gottfrid Billing: Några studentminnen
- Fredrik Wulff: Hågkomster från Lunds högre musikliv 1866–1901
- Gustaf Cederschiöld: Från notariebordet
- Carl Magnus Fürst: Kilian Stobæus och hans lärjungar
- Ewert Wrangel: Ur det lundensiska sällskapslifvets krönika
- Otto Sylwan: Orvar Odd och Lund
- Fredrik Böök: Nicolovius' akademiska memoarer
- August Quennerstedt: Från ett studentrums horisont
- Sven Leonhard Törnquist: Några minnen från mitt medlemskap af Göteborgs nation i Lund
- Seved Ribbing: Academia Carolina och folkbildningsarbetet
- Leonard Holmström: Hågkomster från 1860-talets studentliv i Lund
- Olof Ingstad: Några minnen från 1860-talets studentlif
- Axel Kock: Från början av sjuttiotalet
- Arthur Stille: En vandring öfver slagfältet vid Lund
- Nils Flensburg: Lundensiskt studentlif på 1870-talet
- Paul Rosenius: Naturkunnighet i gamla Lund
- Axel Herrlin: Ur åttiotalets lundensiska tankelif
- Tobias Norlind: Musik och studentsång i Lund
- Hans Emil Larsson: Ett och annat ur mina minnen från studenttiden och mitt samliv med Bååth
- Martin P:son Nilsson: Ur föreningslifvet
- Edvard Lehmann: Lundevendskab fra stipendietiden
- Claes Lindskog: Litet studentliv från sekelslutet
- Carl Martin Collin: Lund och skandinavismen
- Fredrik Vetterlund: Ett par lundadikter

### Andra samlingen (1921)
- Gottfrid Billing: Några minnen och intryck
- Gustaf Cederschiöld: Studiet av nordiska språk i Lund vid början av 1870-talet
- O. Ingstad: Några Lunda-original och tidsbilder från 1860-talet
- Emil Schiött: Silhuetter
- Carl Magnus Fürst: Maximilian Victor Odenius och Hans Bendz
- August Quennerstedt: En studentafton på 1860-talet
- Fredrik Vetterlund: Ur det gångna
- Fredrik Wulff: Axel och Gustaf Nybæus
- Pontus Sjöbeck: Något om Lunds Weckoblad och dess siste redaktör
- Ludvig Larsson: Från Kuggis och Lundagård
- Seved Ribbing: Pehr Erik Gellerstedt
- N. E. Lovén: Musikminnen från hemmet, skolan och universitetet
- Ewert Wrangel: Herberget
- Axel Herrlin: Det omedvetnas filosof och lundensiskt tankelif
- Hilma Borelius: Kvinnligt studentlif i Lund
- H. E. Hallberg: Några minnesanteckningar om Lundateologer från 70- och 80-talet
- Knut Wintzell: Om Henrik Möller och om det Ljunggrenska hemmet
- Axel Kock: En lundensisk språkman från äldre tid
- Nils Flensburg: Hans Henric Hallbäck
- Justus Lindau: Skånska nationen
- Elis Essen-Möller: Seved Ribbing och Jacques Borelius
- Carl Martin Collin: S:t Knuts gille i Lund 1869–1920
- Carl af Petersens: Ur mina biblioteksminnen
- Esaias Tegnér d.y.: Bland Lunds minnesvårdar

### Tredje samlingen (1955)
Redaktör: Gerhard Bendz
- Martin P:son Nilsson: Mårtens afton i Lund
- Ernst Norlind: Lidforssiana
- Enoch Ingers: Student 88
- Hagbard Isberg: Mina studentårs Lund
- Einar Sjövall: Arbetarrörelsen sätter spår vid Lunds universitet
- Gustaf Petrén: Minnen och interiörer rörande professor Charliers installation i Lund år 1897
- Ragnar Bergendal: Kring minnet av Johan Thyrén
- Daniel Rydsjö: Från fyra seminarieår 1903–1907
- Aron Westerlund: Till flydda tider...
- Alf Ahlberg: Visdomens och dårskapens stad. Minnesbilder från Lund 1910–1917.
- Axel Ahlman: Om studentaftnarna
- Thorild Dahlgren: Anteckningar från studentår 1907–1918
- Einar Hellners: Mitt lundensiska kalendarium

### Fjärdje samlingen (1957)
Redaktör: Gerhard Bendz
- Fredrik Böök: Knut Fredrik Söderwall
- Bengt Hildebrand: Ett professorshem i Lund
- Gustaf Aulén: Från mina professorsår
- Anders Österling: Några minnesbilder
- Algot Werin: Lärare
- John Tandberg: Minnen uppteckande av en lundabo och lundensare
- Ivar Harrie: Klassiker i Lund på 1910-talet
- Aron Borelius: Som jag minns det
- Karl Ragnar Gierow: Student 22
- Elmo Lindholm: Studentpolitik i 1920-talets Lund
- Stellan Arvidson: Clartés tjugotal
- Per Wieselgren: Lundaliv i början av tjugotalet
- J. Axel Höjer: I Lundacentrifugen
- Anna Munck-Falk: Mitt glada tjugotal
- Greta Wieselgren: Det var den långa våren
- Per Meurling: Lund mellan världskrigen
- John Landquist: Natur, ungdom och filosofer i Lund

### Femte samlingen (1991; delad i två band)
Redaktör: Gunvor Blomquist
Band 1
- Bengt Hjelmqvist: Jag minns kandidatår
- Carl Gustaf Ahlström: Patologen vid Paradisgatan
- Per Nyström: Lundaradikalismen – från 20-tal till 30-tal
- Gunnar Jarring: Slavister, orientalister och andra särlingar
- Gunnar Dahmén: Under tegelborgens tak
- Ingemar Lindstam: Därute står majnatten blånande blå
- Gustaf Wingren: Bredden gick förlorad
- Bertil Block: Lundaminnen 1933–1943 – i nazismens skugga
- Anders Cavallin: Grön i Lund på 30-talet
- Gunnar T. Westin: En historiestuderande i 30-talets Lund
- Karin Hagnell: Jag minns min ungdoms Lund
- Gustaf Rudebeck: Biologistuderande och e o amanuens på 30-talet
- Karin Blomqvist: Möte med Lund
- Inge Löfström: Teol stud på trettiotalet
- Carl Fehrman: Det hände i Lund
- Britt G. Hallqvist: Tal till mannen – 22 februari 1936

Band 2
- Sigge Hommerberg: Sagan om en växel
- Carl-Erik Fröberg: När datamaskinen kom till Lund
- Margaret Haikola: Bevarade ord – levande minnen
- Hans Regnéll: Lundagårdsminnen och hågkomster av lundafilosofer
- Ingrid Arvidsson: Skiftningar i ljuset och minnet
- Claes Schaar: Miljöer och profiler
- Märta Strömberg: Student på 40-talet
- Harriet Alfons: Under mitt Lundagårds kronor
- Hans Villius: En enkel Uppsala-Lund
- Gunnar Hillerdal: "Sanningen skall göra eder fria"
- Gösta Vitestam: Österlen – Lund – Österland
- Henrik Sjögren: Lundensisk syntes
- Bengt-Olof Landin: Karnevalskvartett
- Stig Ramel: "Lundensis sum"
- Håkan Westling: Breven hem
- Bo Strömstedt: Rader från ett gathörn
- Patrick Meurling: Uarda-akademien och samhället
- Lasse Holmqvist: Mitt Lund – en frestande förrädisk frihet
- Anna Rydstedt: Möten i Lund
- Hans Alfredson: Hur jag kom in på scenen
- Max Lundgren: Tentamen i Lund

### Sjätte samlingen (2005)
Redaktörer: Rolf Lindroth, Kjell Åke Modéer och Stig Persson
- Axel Adlercreutz: Länken till det rättsligt förflutna – En jubeldoktor (1954–2004) ser tillbaka
- Carl Martin Roos: Juridiska fakulteten på 1960-talet
- Sven-Eric Lindell & Håkan Westling: Åren på fysiologen – utsikt mot världen
- Ingvar Holm: Från Hans Ruin till Ingvar Holm
- Gudmund Smith: Psykologi i Lund
- Torbjörn Vallinder: Från Fredrik Lagerroth till Nils Stjernquist – Statsvetenskapen i Lund ca 1950–1970
- Lars O Andersson: Vad var det katten släpade in?
- Bengt E Y Svensson: Ett gyllene årtionde – En fysikers hågkomster från 1960-talets Lund
- Sverker Oredsson: Lunds universitet och omvärlden
- Karin Ahrland: Studentska i Lund på 1950-talet
- Anna Wieslander: När Lund blev internationellt
- Erik Lidén: Den akademiska idrotten
- Rolf Lindroth: Nationernas expansion – På gott och ont
- Per Block: Studentpolitiken i början på 1960-talet
- Olaf P Berggren: Kampen om kårdemokrati – Kårdemokraterna – ett sextiotalsfenomen
- Hans Henrik Lidgard: Så var det 1968
- Mats Svegfors: Varför vi tvingades lägga ner Atén
- Carl-Gustaf Andrén: Ett 300-årsjubileum i motvind
- Göran Larsson: AF under stormens år
- Jan Ringdahl: Studentaftnarnas uppgång... ... och fall
- Olof Jarlman: "En Gång Till" – Spex i med- och motvind
- Stig Persson: Sjung om studentsångens lyckliga da'r
- Jan-Öjvind Swahn: Fråga Lund
- Hans Alfredson: Sång den 29 november 1986
- Kjell Åke Modéer: Hur Sverige fick sitt mellanöl – Ett exempel på 1960-talets viktiga pseudohändelser
- Patrick Meurling: Solförmörkelse – ett uppiggande fenomen
- Bengt Hjelmqvist: Lund, du välsignade